# Orthocis schizophylli
Orthocis schizophylli es una especie de coleóptero de la familia Ciidae.

## Distribución geográfica
Habita en Japón.